# Come a Little Closer
Come a Little Closer is een nummer van de Nederlandse zangeres Inge van Calkar uit 2022. Het is de derde en laatste single van haar derde studioalbum Play.
"Come a Little Closer" werd mede geschreven door de mannen van Tangarine. Volgens Van Calkar zelf was het de meest kerstachtige niet-kerstsingle die ze ooit gemaakt heeft. De productie van het nummer ging niet zonder slag of stoot, omdat er geen pakkend refrein bedacht kon worden. Met de hulp van Tangarine lukte dat uiteindelijk toch. Van Calkar omschreef het nummer als "een echte eindejaars-ballad". De plaat bereikte de Nederlandse Top 40 of Tipparade niet, maar kreeg wel airplay op diverse radiostations en bereikte de 3e positie in de Verrukkelijke 15 van NPO Radio 2.

## Tracklijst
- Muziekdownload

1. "Come a Little Closer" - 3:21